# Copa azerbaidjanesa de futbol

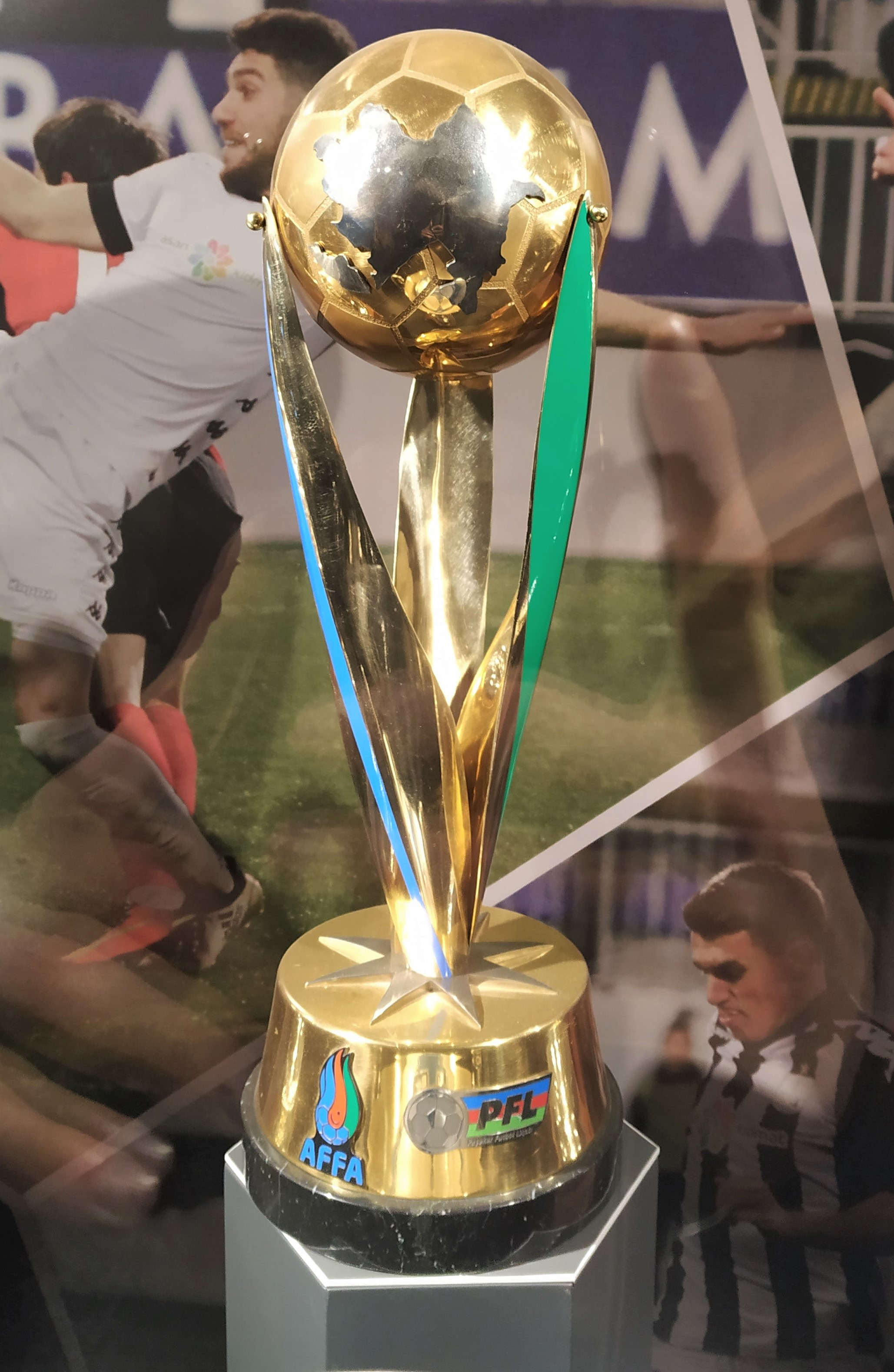
Imatge del guardó.

La Copa azerbaidjanesa (en àzeri: Azərbaycan Kuboku) és una competició entre clubs de futbol de l'Azerbaidjan que es disputa anualment per rondes eliminatòries. Fou creada el 1992 i és organitzada per l'Associació de Federacions de Futbol de l'Azerbaidjan.

## Sistema de competició
El torneig es disputa anualment entre els mesos de setembre i maig del següent any, de forma paralela al desenvolupament del campionat de lliga. Participen equips de tot el país, tant de la Lliga Yuksak com ara de categories inferiors, incloent els equips filials. La competició es desenvolupa per rondes d'eliminació directa. Les eliminatòries es disputen a doble partit (anada i tornada), jugant-se cadascun al camp d'un dels contendents, llevat de la final, que es juga a partit únic en terreny neutral.
El campió de Copa obté la classificació per a la Lliga Europa de la propera temporada.

## Guanyadors durant l'era soviètica
- 1936: Stroitel Yuga Bakú
- 1937: Temp Bakú
- 1938: Temp Bakú
- 1939: Lokomotiv Bakú
- 1940: Dinamo Bakú
- 1941–46: No es disputà
- 1947: Pischevik Bakú
- 1948: Pischevik Bakú
- 1949: KKF Bakú
- 1950: Trudovye Rezervy Bakú
- 1951: Zavod im. S.M.Budennogo Bakú
- 1952: Zavod im. S.M.Budennogo Bakú
- 1953: Dinamo Bakú
- 1954: BODO Bakú
- 1955: Zavod im. S.M.Budennogo Bakú
- 1956: NPU Ordgonikidzeneft Bakú
- 1957: Mekhsul Tovuz
- 1958: SK BO PVO Bakú
- 1959: Neftyannik Cuba
- 1960: ATZ Sumgait
- 1961: NPU Ordgonikidzeneft Bakú
- 1962: MOIK Baku
- 1963: MOIK Baku
- 1964: Vostok Bakú
- 1965: Vostok Bakú
- 1966: Vostok Bakú
- 1967: Apsheron Bakú
- 1968: Politechnik Mingechaur
- 1969: MOIK Baku
- 1970: MOIK Baku
- 1971: Suruhanez Salyany
- 1972: Izolit Mingechaur
- 1973: MOIK Baku
- 1974: MOIK Baku
- 1975: Suruhanez Bakú
- 1976: MOIK Baku
- 1977: Suruhanez Bakú
- 1978: MOIK Baku
- 1979: Suruhanez Bakú
- 1980: Energetik Ali-Bayramly
- 1981: Gandglik Bakú
- 1982: Gandglik Bakú
- 1983: FK Vilash Masalli
- 1984: Konditer Gandja
- 1985: Konditer Gandja
- 1986: FK Inshaatci Sabirabad
- 1987: FK Khazar Lenkoran
- 1988: Araz Bakú
- 1989: Gandglik Bakú
- 1990: FK Qarabağ
- 1991: Inshaatchi Bakú

## Finals des de la independència
Font:
| Any     | Data                                                                   | Campió                                                                 | Resultat                                                               | Finalista                                                              | Seu                                                                    | Assistència                                                            |
| ------- | ---------------------------------------------------------------------- | ---------------------------------------------------------------------- | ---------------------------------------------------------------------- | ---------------------------------------------------------------------- | ---------------------------------------------------------------------- | ---------------------------------------------------------------------- |
| 1992    | 29 Agost 1992                                                          | FK Inshaatchi Baku (1)                                                 | 2-1 (prò.)                                                             | FK Kur                                                                 | E.R. Tofiq Bahramov, Bakú                                              | 4.000                                                                  |
| 1993    | 28 Maig 1993                                                           | Qarabağ FK (1)                                                         | 1-0 (prò.)                                                             | FK Inshaatchi Sabirabad                                                | E.R. Tofiq Bahramov, Bakú                                              | 10.500                                                                 |
| 1993-94 | 28 Maig 1994                                                           | FC Kapaz Ganja (1)                                                     | 2-0                                                                    | Khazar Lankaran                                                        | E.R. Tofiq Bahramov, Bakú                                              | 3.500                                                                  |
| 1994-95 | 28 Maig 1995                                                           | Neftchi PFC (1)                                                        | 1-0                                                                    | FK Kur                                                                 | E.R. Tofiq Bahramov, Bakú                                              | 5.000                                                                  |
| 1995-96 | 15 Maig 1996                                                           | Neftchi PFC (2)                                                        | 3-0                                                                    | Qarabağ FK                                                             | E.R. Tofiq Bahramov, Bakú                                              | 8.500                                                                  |
| 1996-97 | 28 Maig 1997                                                           | FC Kapaz Ganja (2)                                                     | 1-0                                                                    | FK Khazry                                                              | E.R. Tofiq Bahramov, Bakú                                              | 6.000                                                                  |
| 1997-98 | 28 Maig 1998                                                           | FC Kapaz Ganja (3)                                                     | 2-0                                                                    | Qarabağ FK                                                             | E.R. Tofiq Bahramov, Bakú                                              | 5.500                                                                  |
| 1998-99 | 28 Maig 1999                                                           | Neftchi PFC (3)                                                        | 0-0 (5-4 p)                                                            | FK Shamkir                                                             | E.R. Tofiq Bahramov, Bakú                                              | 8.000                                                                  |
| 1999-00 | 28 Maig 2000                                                           | FC Kapaz Ganja (4)                                                     | 2-1                                                                    | Qarabağ FK                                                             | E.R. Tofiq Bahramov, Bakú                                              | 6.000                                                                  |
| 2000-01 | 25 Maig 2001                                                           | Shafa Baku (1)                                                         | 2-1                                                                    | Neftchi PFC                                                            | Estadi Mehdi Huseynzade, Sumqayit                                      | 500                                                                    |
| 2001-02 | 28 Maig 2002                                                           | Neftchi PFC (4)                                                        | 3-0 w/o                                                                | FK Shamkir                                                             | E.R. Tofiq Bahramov, Bakú                                              | 8.000                                                                  |
| 2002-03 | Pel conflicte entre els clubs a l'Associació de Futbol, no es disputà. | Pel conflicte entre els clubs a l'Associació de Futbol, no es disputà. | Pel conflicte entre els clubs a l'Associació de Futbol, no es disputà. | Pel conflicte entre els clubs a l'Associació de Futbol, no es disputà. | Pel conflicte entre els clubs a l'Associació de Futbol, no es disputà. | Pel conflicte entre els clubs a l'Associació de Futbol, no es disputà. |
| 2003-04 | 9 Maig 2004                                                            | Neftchi PFC (5)                                                        | 1-0 (prò.)                                                             | FK Shamkir                                                             | E.R. Tofiq Bahramov, Bakú                                              | 8.000                                                                  |
| 2004-05 | 28 Maig 2005                                                           | FK Baku (1)                                                            | 2-1 (prò.)                                                             | Inter Baku                                                             | E.R. Tofiq Bahramov, Bakú                                              | 10.000                                                                 |
| 2005-06 | 3 Juny 2006                                                            | Qarabağ FK (2)                                                         | 2-1                                                                    | FK Karvan Yevlax                                                       | Estadi Shafa, Bakú                                                     | 6.000                                                                  |
| 2006-07 | 28 Maig 2007                                                           | FC Khazar Lankaran (1)                                                 | 1-0                                                                    | MKT-Araz                                                               | E.R. Tofiq Bahramov, Bakú                                              | 15.500                                                                 |
| 2007-08 | 25 Maig 2008                                                           | FC Khazar Lankaran (2)                                                 | 2-0 (prò.)                                                             | Inter Baku                                                             | E.R. Tofiq Bahramov, Bakú                                              | 18.000                                                                 |
| 2008-09 | 23 Maig 2009                                                           | Qarabağ FK (3)                                                         | 1-0                                                                    | Inter Baku                                                             | E.R. Tofiq Bahramov, Bakú                                              | 8.000                                                                  |
| 2009-10 | 22 Maig 2010                                                           | FK Baku (2)                                                            | 2-1 (prò.)                                                             | Khazar Lankaran                                                        | E.R. Tofiq Bahramov, Bakú                                              | 26.000                                                                 |
| 2010-11 | 24 Maig 2011                                                           | FC Khazar Lankaran (3)                                                 | 1-1 (4-2 p)                                                            | Inter Baku                                                             | E.R. Tofiq Bahramov, Bakú                                              | 10.000                                                                 |
| 2011-12 | 17 Maig 2012                                                           | FK Baku (3)                                                            | 2-0                                                                    | Neftchi PFC                                                            | Dalga Arena, Bakú                                                      | 4.300                                                                  |
| 2012-13 | 28 Maig 2013                                                           | Neftchi PFC (6)                                                        | 0-0 (5-3 p)                                                            | Khazar Lankaran                                                        | E.R. Tofiq Bahramov, Bakú                                              | 15.000                                                                 |
| 2013-14 | 22 Maig 2014                                                           | Neftchi PFC (7)                                                        | 1-1 (3-2 p)                                                            | FK Qabala                                                              | E.R. Tofiq Bahramov, Bakú                                              | 15.000                                                                 |
| 2014-15 | 3 Juny 2015                                                            | Qarabağ FK (4)                                                         | 3-1                                                                    | Neftchi PFC                                                            | Estadi Ciutat de Qabala, Qabala                                        | 4.500                                                                  |
| 2015-16 | 25 Maig 2016                                                           | Qarabağ FK (5)                                                         | 1-0 (prò.)                                                             | Neftchi PFC                                                            | E.R. Tofiq Bahramov, Bakú                                              | 25.500                                                                 |
| 2016-17 | 5 Maig 2017                                                            | Qarabağ FK (6)                                                         | 2-0                                                                    | FK Qabala                                                              | Estadi Ciutat de Naxçıvan, Naxçıvan                                    | 12.800                                                                 |
| 2017-18 | 28 Maig 2018                                                           | Keşlə FK (1)                                                           | 1-0                                                                    | FK Qabala                                                              | Estadi Ciutat de Qabala, Qabala                                        | 4.500                                                                  |
| 2018-19 | 19 Maig 2019                                                           | FK Qabala (1)                                                          | 1-0                                                                    | FK Sumqayit                                                            | Estadi Ciutat de Naxçıvan, Naxçıvan                                    | 10.000                                                                 |
| 2019-20 | No assignat a causa de la pandemia de la COVID-19.                     | No assignat a causa de la pandemia de la COVID-19.                     | No assignat a causa de la pandemia de la COVID-19.                     | No assignat a causa de la pandemia de la COVID-19.                     | No assignat a causa de la pandemia de la COVID-19.                     | No assignat a causa de la pandemia de la COVID-19.                     |
| 2020-21 | 24 Maig 2021                                                           | Keşlə FK (2)                                                           | 2-1                                                                    | FK Sumqayit                                                            | Bank Respublika Arena, Masazır                                         | 0                                                                      |
| 2021-22 | 27 Maig 2022                                                           | Qarabağ FK (7)                                                         | 1-1 (4-3 p)                                                            | Zirə FK                                                                | Azersun Arena, Bakú                                                    | 3.500                                                                  |
| 2022-23 | 3 Juny 2023                                                            | FK Qabala (2)                                                          | 1-0 (prò.)                                                             | Neftchi PFC                                                            | Bakcell Arena, Bakú                                                    |                                                                        |

1. ↑  FK Shamkir abandonà el partit en el minut 84.

## Palmarès
| Club                    | Campió | Subcampió | Anys dels títols                                                    |
| ----------------------- | ------ | --------- | ------------------------------------------------------------------- |
| FK Qarabag Agdam        | 8      | 3         | 1993, 2005-06, 2008-09, 2014-15, 2015-16, 2016-17, 2021-22, 2023-24 |
| Neftchi Baku PFC        | 7      | 5         | 1994-95, 1995-96, 1998-99, 2001-02, 2003-04, 2012-13, 2013-14       |
| Kapaz                   | 4      | 0         | 1993-94, 1996-97, 1997-98, 1999-2000                                |
| Khazar Lankaran         | 3      | 3         | 2006-07, 2007-08, 2010-11                                           |
| FK Baku                 | 3      | 0         | 2004-05, 2009-10, 2011-12                                           |
| FK Qabala               | 2      | 3         | 2018-19, 2022-23                                                    |
| FK Inshaatchi Baku      | 1      | 0         | 1992                                                                |
| Shafa                   | 1      | 0         | 2000-01                                                             |
| Keshla FK               | 1      | 0         | 2017-18                                                             |
| Inter Baku              | 0      | 4         | –                                                                   |
| Shamkir                 | 0      | 3         | –                                                                   |
| FK Kur                  | 0      | 2         | –                                                                   |
| FK Inshaatchi Sabirabad | 0      | 1         | –                                                                   |
| FK Khazry               | 0      | 1         | –                                                                   |
| Karvan                  | 0      | 1         | –                                                                   |
| MKT-Araz                | 0      | 1         | –                                                                   |